# Wendell (football)
Wendell Nascimento Borges, plus couramment appelé Wendell, né le 20 juillet 1993 à Fortaleza, est un footballeur international brésilien qui évolue au poste d'arrière gauche au São Paulo FC.

## Biographie

### Carrière en club

#### Bayer Leverkusen (2014-2021)
Le 27 février 2014, il signe au Bayer Leverkusen avec un contrat de cinq ans.

#### FC Porto (2021-2525)
Le 19 août 2021, pour un montant estimé à 4 millions d'euros, Wendell quitte le Bayer Leverkusen et rejoint les Dragons avec lesquels il s'engage pour une durée de 4 ans.

### Carrière en sélection nationale
Le 10 mai 2024, il figure dans la liste des joueurs retenus par Dorival Júnior pour participer à la Copa América 2024.

## Statistiques
Le tableau ci-dessous récapitule les statistiques de Wendell lors de sa carrière en club :

| Saison                | Club                  | Championnat           | Championnat | Championnat | Coupe(s) nationale(s) | Coupe(s) nationale(s) | Compétition(s) continentale(s) | Compétition(s) continentale(s) | Compétition(s) continentale(s) | Autres compétitions | Autres compétitions | Autres compétitions | Brésil | Brésil | Total | Total |
| Saison                | Club                  | Division              | M.          | B.          | M.                    | B.                    | Comp.                          | M.                             | B.                             | Comp.               | M.                  | B.                  | M.     | B.     | M.    | B.    |
| 2011                  | Iraty SC              | -                     | -           | -           | 1                     | 0                     | -                              | -                              | -                              | Paraná              | 11                  | 0                   | -      | -      | 12    | 0     |
| Sous-total            | Sous-total            | Sous-total            | -           | -           | 1                     | 0                     | -                              | -                              | -                              | -                   | 11                  | 0                   | -      | -      | 12    | 0     |
| 2012                  | Londrina EC           | -                     | -           | -           | -                     | -                     | -                              | -                              | -                              | Paraná              | 17                  | 2                   | -      | -      | 17    | 2     |
| 2013                  | Londrina EC           | Série D               | -           | -           | -                     | -                     | -                              | -                              | -                              | Paraná              | 23                  | 1                   | -      | -      | 23    | 1     |
| Sous-total            | Sous-total            | Sous-total            | -           | -           | -                     | -                     | -                              | -                              | -                              | -                   | 40                  | 3                   | -      | -      | 40    | 3     |
| 2012                  | Paraná Clube (prêt)   | Série B               | 15          | 0           | -                     | -                     | -                              | -                              | -                              | -                   | -                   | -                   | -      | -      | 15    | 0     |
| Sous-total            | Sous-total            | Sous-total            | 15          | 0           | -                     | -                     | -                              | -                              | -                              | -                   | -                   | -                   | -      | -      | 15    | 0     |
| 2013                  | Grêmio                | Série A               | 9           | 0           | -                     | -                     | -                              | -                              | -                              | -                   | -                   | -                   | -      | -      | 9     | 0     |
| 2014                  | Grêmio                | Série A               | 2           | 0           | -                     | -                     | CL                             | 7                              | 0                              | Gaúcho              | 13                  | 1                   | -      | -      | 22    | 1     |
| Sous-total            | Sous-total            | Sous-total            | 11          | 0           | -                     | -                     | -                              | 7                              | 0                              | -                   | 13                  | 1                   | -      | -      | 31    | 1     |
| 2014-2015             | Bayer Leverkusen      | Bundesliga            | 26          | 1           | 3                     | 0                     | C1                             | 5                              | 0                              | -                   | -                   | -                   | -      | -      | 34    | 1     |
| 2015-2016             | Bayer Leverkusen      | Bundesliga            | 28          | 0           | 4                     | 0                     | C1+C3                          | 8+4                            | 0+0                            | -                   | -                   | -                   | -      | -      | 44    | 0     |
| 2016-2017             | Bayer Leverkusen      | Bundesliga            | 32          | 2           | 1                     | 0                     | C1                             | 5                              | 0                              | -                   | -                   | -                   | -      | -      | 38    | 2     |
| 2017-2018             | Bayer Leverkusen      | Bundesliga            | 26          | 2           | 4                     | 1                     | -                              | -                              | -                              | -                   | -                   | -                   | -      | -      | 30    | 3     |
| 2018-2019             | Bayer Leverkusen      | Bundesliga            | 28          | 2           | 3                     | 0                     | C3                             | 8                              | 0                              | -                   | -                   | -                   | -      | -      | 39    | 2     |
| 2019-2020             | Bayer Leverkusen      | Bundesliga            | 24          | 0           | 4                     | 0                     | C1+C3                          | 4+2                            | 0+0                            | -                   | -                   | -                   | -      | -      | 34    | 0     |
| 2020-2021             | Bayer Leverkusen      | Bundesliga            | 22          | 0           | 2                     | 0                     | C3                             | 6                              | 0                              | -                   | -                   | -                   | -      | -      | 30    | 0     |
| 2021-2022             | Bayer Leverkusen      | Bundesliga            | -           | -           | 1                     | 0                     | C3                             | -                              | -                              | -                   | -                   | -                   | -      | -      | 1     | 0     |
| Sous-total            | Sous-total            | Sous-total            | 186         | 7           | 22                    | 1                     | -                              | 42                             | 0                              | -                   | -                   | -                   | -      | -      | 250   | 8     |
| 2021-2022             | FC Porto              | Primeira Liga         | 19          | 1           | 4                     | 0                     | C1                             | 4                              | 0                              | -                   | -                   | -                   | -      | -      | 27    | 1     |
| 2022-2023             | FC Porto              | Primeira Liga         | 26          | 1           | 12                    | 1                     | C1                             | 6                              | 0                              | -                   | -                   | -                   | -      | -      | 44    | 2     |
| 2023-2024             | FC Porto              | Primeira Liga         | 25          | 4           | 6                     | 0                     | C1                             | 5                              | 0                              | -                   | -                   | -                   | 5      | 0      | 41    | 4     |
| 2024-2025             | FC Porto              | Primeira Liga         | 1           | 0           | 1                     | 0                     | C3                             | 0                              | 0                              | -                   | -                   | -                   | 1      | 0      | 3     | 0     |
| Sous-total            | Sous-total            | Sous-total            | 71          | 6           | 23                    | 1                     | -                              | 15                             | 0                              | -                   | -                   | -                   | 6      | 0      | 115   | 7     |
| 2025                  | São Paulo FC          | Série A               | -           | -           | -                     | -                     | -                              | -                              | -                              | Paulista            | 3                   | 0                   | -      | -      | 3     | 0     |
| Total sur la carrière | Total sur la carrière | Total sur la carrière | 283         | 13          | 45                    | 2                     | -                              | 64                             | 0                              | -                   | 67                  | 4                   | 6      | 0      | 465   | 19    |

### En sélection nationale
| Saison                | Sélection             | Phases finales        | Phases finales | Phases finales | Phases finales | Éliminatoires CDM | Éliminatoires CDM | Éliminatoires CDM | Matchs amicaux | Matchs amicaux | Matchs amicaux | Total | Total | Total |
| Saison                | Sélection             | Compétition           | M              | B              | Pd             | M                 | B                 | Pd                | M              | B              | Pd             | M     | B     | Pd    |
| --------------------- | --------------------- | --------------------- | -------------- | -------------- | -------------- | ----------------- | ----------------- | ----------------- | -------------- | -------------- | -------------- | ----- | ----- | ----- |
| 2016-2017             | Brésil                | -                     | -              | -              | -              | 0                 | 0                 | 0                 | -              | -              | -              | 0     | 0     | 0     |
| 2023-2024             | Brésil                | Copa América 2024     | 2              | 0              | 0              | -                 | -                 | -                 | 3              | 0              | 0              | 5     | 0     | 0     |
| 2024-2025             | Brésil                | -                     | -              | -              | -              | 1                 | 0                 | 0                 | -              | -              | -              | 1     | 0     | 0     |
| Total sur la carrière | Total sur la carrière | Total sur la carrière | 2              | 0              | 0              | 1                 | 0                 | 0                 | 3              | 0              | 0              | 6     | 0     | 0     |

## Palmarès

### En club
FC Porto
- Champion du Portugal en 2022.
  - Vice-champion du Portugal en 2023.
- Vainqueur de la Coupe du Portugal en 2022, 2023 et 2024.
- Vainqueur de la Supercoupe du Portugal en 2022.
- Vainqueur de la Coupe de la Ligue en 2023.

### En sélection
Brésil -20 ans
- Vainqueur du Tournoi de Toulon en 2014

 Brésil espoirs
- Vainqueur du Tournoi de Wuhan en 2014[6]

### Distinction personnelle
- Élu meilleur latéral gauche du Championnat du Paraná en 2013[7]